# Christian Rantzau-Friis
 Der er flere personer med dette navn, se Christian Rantzau.
Christian Johansen Rantzau-Friis, født Rantzau (21. oktober 1682 – 15. maj 1731) var en dansk officer og godsejer.

## Karriere
Han var søn af generalløjtnant Johan Rantzau til Bramsløkke (død 1708). Han blev 1700 kornet i Hestgarden, men gik med faderen til Nederlandene, hvor han gjorde tjeneste som generaladjudant hos hertugen af Marlborough. Han steg rask op gennem de forskellige grader til oberst (1708) og chef for faderens tidligere regiment, 2. sjællandske (1710). Senere fik han Holstenske Kyrasserregiment og blev 1717 generalmajor, men kom ikke til at spille nogen rolle under Den Store Nordiske Krig. 1722 tog han sin afsked; 1731 fik han generalløjtnants karakter og døde samme år.

## Godsejer
Han var gift med Anna Benedicte født Steensen (død 1756), datter af oberstløjtnant Erik Steensen. Af faderens godser fik Christian Rantzau Frydendal, som han solgte til sin svigerfader, og 1708 Bramming, som hans enke i 1732 bragte til sin 2. mand, gehejmeråd Christian Carl Gabel (død 1748). Desuden arvede Christian Rantzau, da hans mødrene slægt uddøde med oberst Cristian Friis (1652-1727), i juli 1727 stamhuset Hevringholm med Essenbæk og Tustrup, i hvilken anledning han med kongelig bevillig fra den 3. maj 1728 forenede Skaktavl-Friisernes navn og våben med sit eget. Da han ikke efterlod børn, gik stamhuset over til slægten Beck (Beck-Friis).